# Nils Wessel
Nils Wessel, född 25 augusti 1866 i Stora Köpinge socken, död 5 september 1940 i Stockholm, var en svensk tidningsman.
Nils Wessel var son till Lowisa Wessel. Han kom 1881 i typografilära i Ystad och arbetade 1883–1888 på Ystad-Postens tryckeri. Sedan han uppsagts från denna anställning, emedan han agiterat för socialismen och bildat en fackförening bland typograferna, flyttade han till Malmö, där han under Axel Danielssons fängelsetid redigerade Arbetet. Han konditionerade därefter på nytt i sitt yrke till 1902, då han blev redaktör för socialdemokratiska partiets veckotidning Folkbladet. Wessel, som i den pågående konflikten inom arbetarrörelsen sympatiserade med den anarkistiska riktningen, fann sig 1907 föranlåten att utträda ur partiet, varefter han arbetade till 1909 på Bonniers och 1909–1903 på Oskar Eklunds tryckeri. Därutöver var han verksam inom sitt fackförbund som redaktör för Svensk typograftidning 1902–1940 och för facktidskriften Grafisk revy från starten 1920. Wessel var inom fackföreningsvärlden främst en understödjare av studier och kulturella uppgifter. Han var skicklig på språk och vårdade förbundets internationella förbindelser. Från 1930 var han medlem av typografinternationalens sekretariatkommission. I tidningen rapporterade han från 1933 om hur fackföreningsrörelsen undertrycktes i Tyskland. Han bedrev även omfattande forskningar i sitt yrkes historia och publicerade bland annat Svenska typografernas historia (1-2, 1916–1917) och Typografiska föreningen i Stockholm 1846–1926 (1926).
Han var från 1890 gift med Maria Osberg och i äktenskapet far till Jessie Wessel.